# NGC 7721
NGC 7721 é uma galáxia espiral (Sc) localizada na direcção da constelação de Aquarius. Possui uma declinação de -06° 31' 04" e uma ascensão recta de 23 horas, 38 minutos e 48,6 segundos.
A galáxia NGC 7721 foi descoberta em 10 de Setembro de 1785 por William Herschel.